# Rochele Nunes
Rochele Jesus Nunes (Pelotas, 19 giugno 1989) è una judoka brasiliana naturalizzata portoghese.

## Palmarès

### Per il Brasile
- Campionati panamericani

San José 2013: bronzo nei +78 kg.
Guayaquil 2014: bronzo nei +78 kg.
Edmonton 2015: argento nei +78 kg.
L'Avana 2016: bronzo nei +78 kg.
- Giochi mondiali militari

Mungyeong 2015: oro nei +70 kg e nella gara a squadre, bronzo nei +78 kg.
- Universiadi

Kazan' 2013: oro nei +78 kg e argento nell'open.
- Mondiali juniores

Santo Domingo 2006: bronzo nei +78 kg.

### Per il Portogallo
- Europei

Praga 2020: bronzo nei +78 kg.
- Giochi europei

Minsk 2019: argento nella gara a squadre miste.